# بيت الجليد

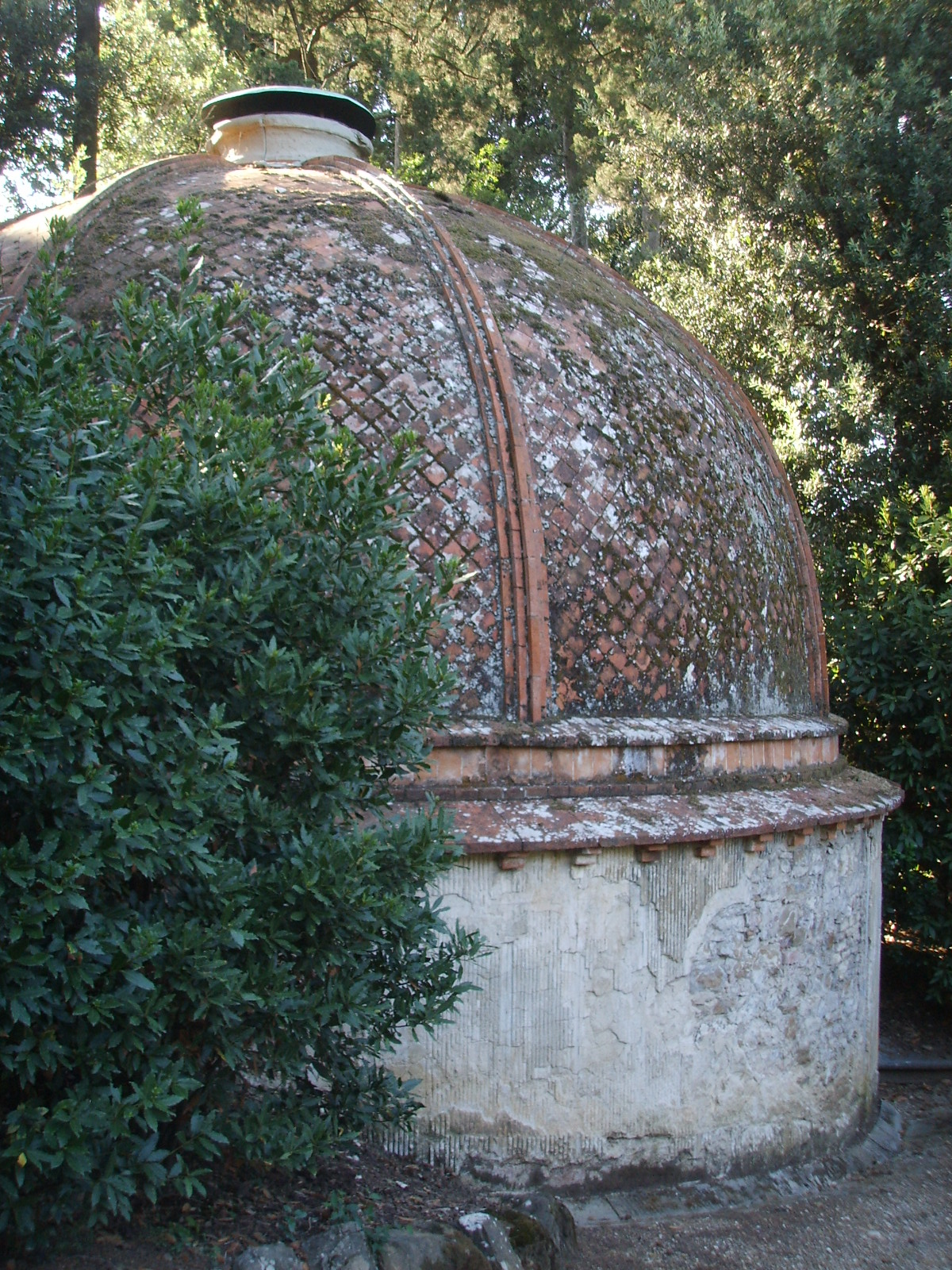
بيت الجليد المقبب في حدائق بوبولي، فلورنسا، إيطاليا.

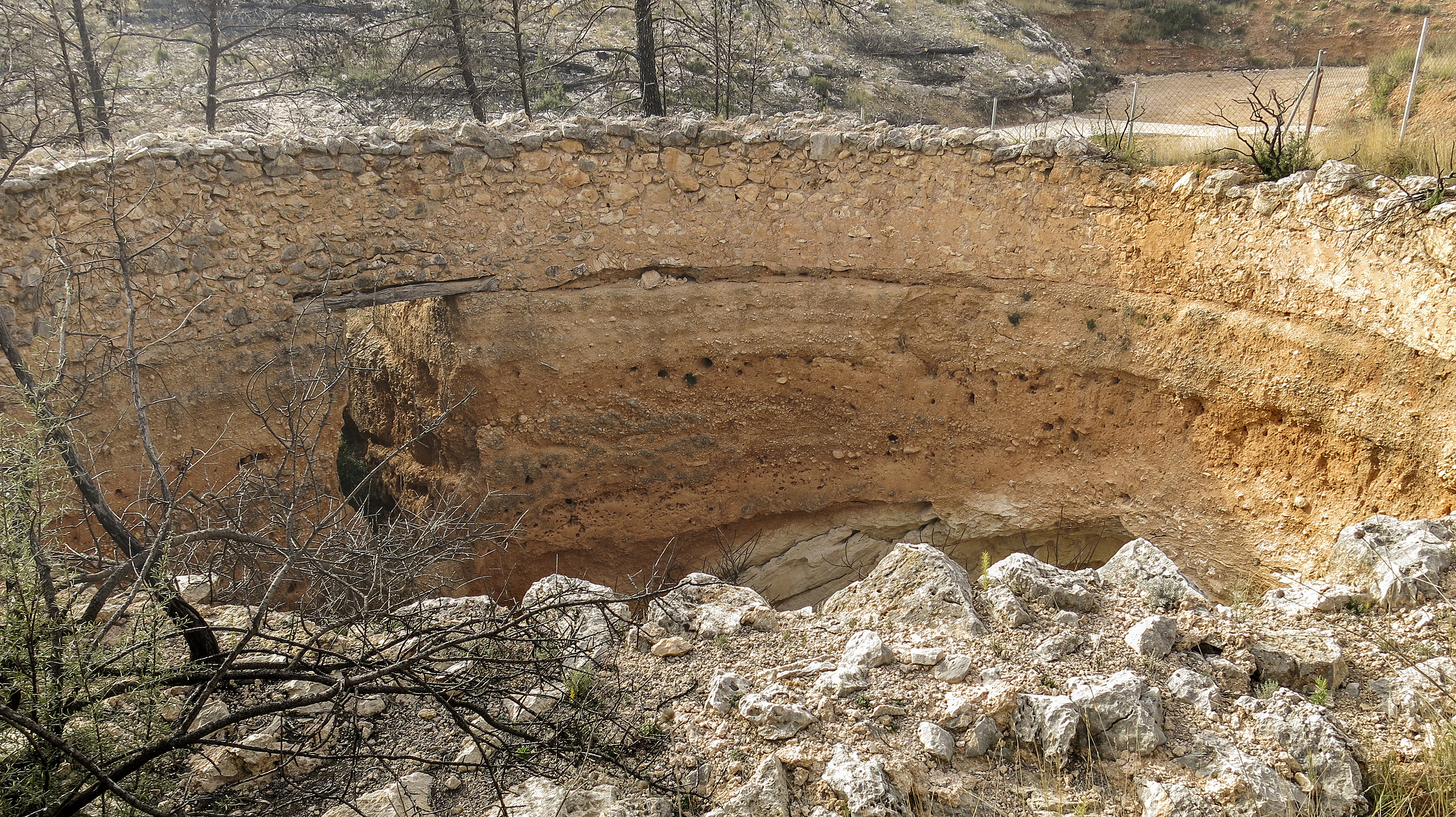
بيت الجليد بالقرب من بينيخاما (منطقة بلنسية).

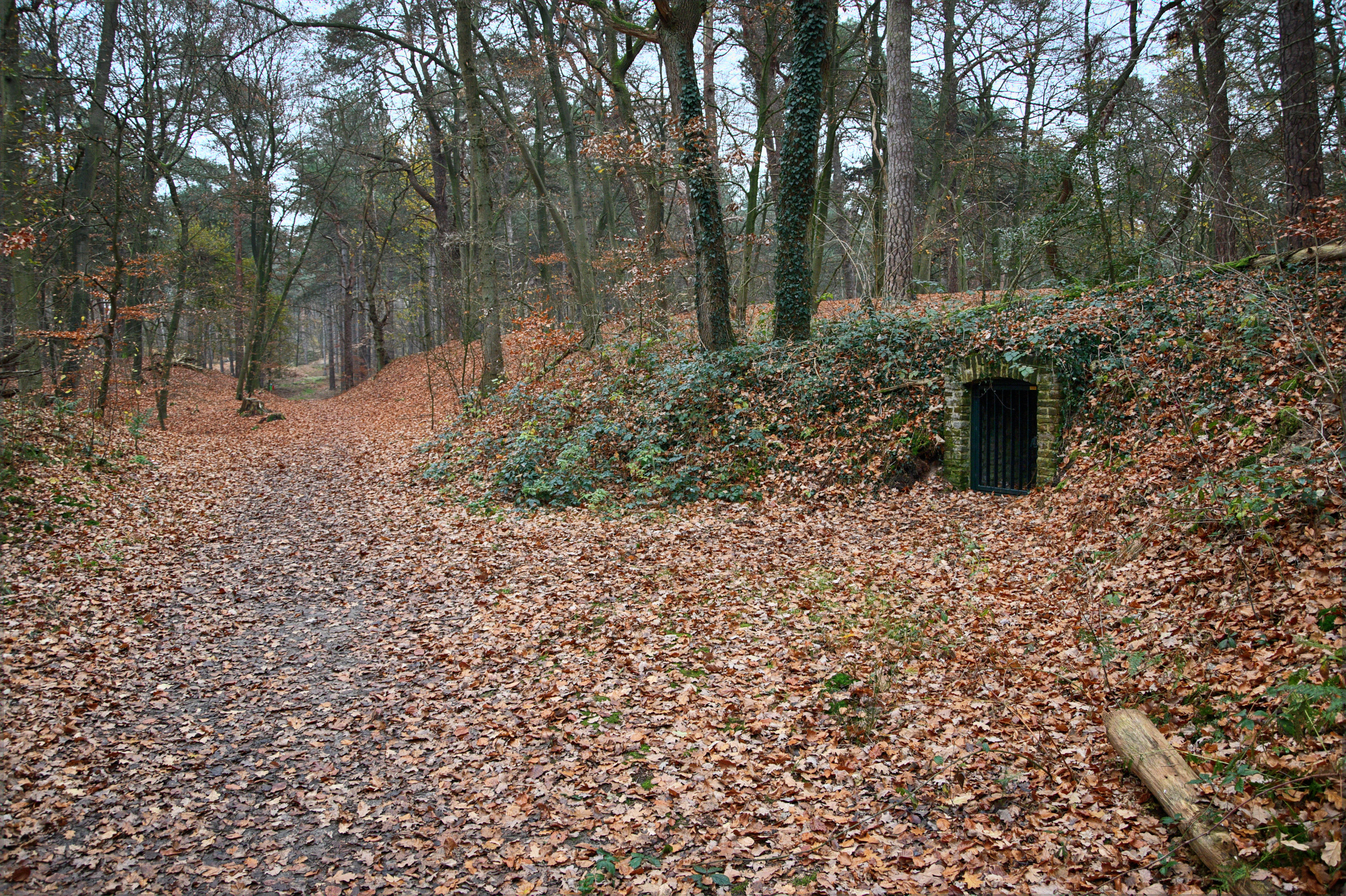
بيت الجليد بالقرب من قلعة آرسين في آرسين، هولندا.

بيت الجليد، أو مستودع الجليد، وهو مبنى يستخدم لتخزين الثلج على مدار العام، وقد كان شائع الاستخدام قبل اختراع الثلاجة. كان بعضها عبارة عن غرف تحت الأرض، وتكون من صنع الإنسان، بالقرب من المصادر الطبيعية للجليد الشتوي مثل بحيرات المياه العذبة، ولكن العديد منها كانت عبارة عن مباني بها أنواع مختلفة من العزل.